# Paranálijster
De paranálijster (Turdus subalaris) is een zangvogel uit de familie lijsters (Turdidae).

## Verspreiding en leefgebied
Deze soort komt voor in het oosten van Zuid-Amerika.